# カルマとラビリンス
『カルマとラビリンス』は、日本の音楽ユニット・GRANRODEOの6枚目のオリジナルアルバム。 2014年9月24日にLantisから発売された。

## 概要
前作「CRACK STAR FLASH」以来約2年ぶりのアルバム。「CRACK STAR FLASH」後に発売されたシングル及びカップリング曲を含めた全13曲が収録されている。
初回限定盤には、アルバムリード曲である『Blue Pandora Box』『silence』の2曲（「カルマとラビリンス」表記）のMusic Clip、2014年6月にZepp Tokyoにて行われた「GRANRODEO LIVE TOUR 2014　MAGICAL RODEO TOUR」ライブの模様をダイジェスト版で収録したDVDが同梱されている。通常版はCDのみ。

## 収録内容
（全作詞：谷山紀章、作曲・編曲：飯塚昌明）
1. Blue Pandora Box
2. silence
3. 変幻自在のマジカルスター
21stシングル、今作ではアルバムバージョンになっておりKISHOWのボーカルが録り直されている。
4. ボルケーノ
5. DARK SHAME
18thシングル
6. baby bad boy
20thシングル「The Other self」カップリング曲
7. The Other self
20thシングル
8. 桜色第2ボタン
19thシングル「偏愛の輪舞曲」カップリング曲
9. 偏愛の輪舞曲
19thシングル
10. 絶頂ポイズン
21stシングル「変幻自在のマジカルスター」カップリング曲
11. Pink Phantom
12. wonder color
13. DAWN GATE
20thシングル「The Other self」カップリング曲「DAWN GATE "Unfinshed"」のフルバージョン

DVD
1. カルマとラビリンス (Music Clip)
2. OPENING (2014.6.28 (土) 男子限定ライブ) (GRANRODEO LIVE TOUR 2014 MAGICAL RODEO TOUR@Zepp Tokyo)
3. 欲望∞ (2014.6.28 (土) 男子限定ライブ) (GRANRODEO LIVE TOUR 2014 MAGICAL RODEO TOUR@Zepp Tokyo)
4. メリーゴーランド (2014.6.28 (土) 男子限定ライブ) (GRANRODEO LIVE TOUR 2014 MAGICAL RODEO TOUR@Zepp Tokyo)
5. NO PLACE LIKE A STAGE (2014.6.28 (土) 男子限定ライブ) (GRANRODEO LIVE TOUR 2014 MAGICAL RODEO TOUR@Zepp Tokyo)
6. OPENING (2014.6.29 (日) 女子限定ライブ) (GRANRODEO LIVE TOUR 2014 MAGICAL RODEO TOUR@Zepp Tokyo)
7. SUPERNOVA (2014.6.29 (日) 女子限定ライブ) (GRANRODEO LIVE TOUR 2014 MAGICAL RODEO TOUR@Zepp Tokyo)
8. Y・W・F (2014.6.29 (日) 女子限定ライブ) (GRANRODEO LIVE TOUR 2014 MAGICAL RODEO TOUR@Zepp Tokyo)
9. メズマライズ (2014.6.29 (日) 女子限定ライブ) (GRANRODEO LIVE TOUR 2014 MAGICAL RODEO TOUR@Zepp Tokyo)

## カバー
変幻自在のマジカルスター
- OxT - 2020年8月19日発売の『GRANRODEO Tribute Album "RODEO FREAK"』に収録。

The Other self
- BREAKERZ - 2020年8月19日発売の『GRANRODEO Tribute Album "RODEO FREAK"』に収録。

偏愛の輪舞曲
- 西川貴教 - 2020年8月19日発売の『GRANRODEO Tribute Album "RODEO FREAK"』に収録。